# 周子多父攻鄶之戰
周子多父攻鄶之戰發生於前780年，西周攻伐鄶國的一場戰爭。
前780年，晉文侯同王子多父共同討伐鄶國，攻克鄫國後，王子多父乃定居於鄭父之丘，是為鄭桓公。